# Suimono
Suimono (吸い物, 吸物, 吸いもの ou すいもの) est un terme japonais qui peut se traduire par « quelque chose qui se mange sous forme de bouillon ». Il s'agit d'une technique culinaire, qui, avec le shirumono (汁物), recouvre l'ensemble des soupes du Japon.
Traditionnellement, les shirumono accompagnent le riz/repas (gohan) alors que les suimono le saké. En règle générale, les suimono sont ainsi composées de fruits de mer et de poissons. Cependant, la frontière entre les deux est beaucoup moins étanche aujourd'hui. Par ailleurs, on les distingue grâce à leur couleur puisque le jus des suimono est presque transparent alors que celui des shirumono est davantage trouble. C'est pourquoi on associe davantage la soupe miso aux shirumono.
On trouve, entre autres :
- La soupe miso, soupe faite avec du miso dissous dans du dashi,  avec généralement quelques ingrédients solides ;
- Le tonjiru ou butajiru, similaire à la soupe miso mais avec du porc ;
- Dangojiru (ja), soupe avec des boulettes, des algues, du tofu, des racines de lotus ou tout autre légume ;
- Sumashijiru ou osumashi, soupe claire à base de dashi, de produits de la mer ou du poulet ;
- Zoni, soupe mangée souvent les premiers jours de l'année.

## Annexe
- Articles liés à la technique Suimono